# Tegecoelotes corasides
Tegecoelotes corasides là một loài nhện trong họ Amaurobiidae.
Loài này thuộc chi Tegecoelotes. Tegecoelotes corasides được Friedrich Wilhelm Bösenberg & Embrik Strand miêu tả năm 1906.